# Петрухин, Григорий Иванович
Григорий Иванович Петрухин (1879—?) — крестьянин, депутат Государственной думы II созыва от Казанской губернии.

## Биография
По происхождению крестьянин из деревни Степановка Больше-Фроловской волости Тетюшского уезда Казанской губернии. Выпускник церковно-приходской школы, окончив её, много занимался самообразованием. Приобретя профессию каменщика, в течение 12 лет путешествовал по стране в поисках заработка. В этот период жил и работал в Казани, Астрахани, Баку, Петровске и других городах. В зимнее время занимался другим отхожим промыслом: ходил по деревням и валял валенки. Занимался хлебопашеством на своём наделе.
6 февраля 1907 года был избран в Государственную думу II созыва от общего состава выборщиков Казанского губернского избирательного собрания. Вошёл в состав Трудовой группы и фракции Крестьянского союза. В течение 1907 года общался с бывшим членом 1-й Государственной думы И. Е. Лаврентьевым, лишённым за подписание "Выборгского воззвания" права быть избранным, уроженцем той же Больше-Фроловской волости, что и Петрухин.  По данным полиции в ночь на 22 апреля 1907 во время думских пасхальных каникул  участвовал в собрании на квартире Лаврентьева в Казани.
Дальнейшая судьба и дата смерти неизвестны.

### Архивы
- Российский государственный исторический архив. Фонд 1278, Опись 1 (2-й созыв). Дело 334; Дело 551. Лист 8.